# 鲁文·加尔塞斯
鲁文·圣地亚哥·加尔塞斯·里克尔梅（西班牙語：Rubén Santiago Garcés Riquelme，1973年10月17日—），巴拿马职业篮球运动员，曾效力于美国NBA联盟。